# De Slimste Mens ter Wereld 2023
De Slimste Mens ter Wereld 2023 is het eenentwintigste seizoen van de Belgische televisiequiz De Slimste Mens ter Wereld. De quiz wordt gepresenteerd door Erik Van Looy. De Vlaamse komiek Guga Baúl werd de eindwinnaar. Jacotte Brokken en Charlotte Adigéry werden respectievelijk tweede en derde.

## Kandidaten[1]
- In aflevering 17 was er voor het eerst een gebarentolk aanwezig in het publiek.
- Soundos El Ahmadi is dit seizoen zowel kandidaat gedurende aflevering 7, 8 en 9 als jurylid in aflevering 36.
- De aflevering van 13 december was de allereerste aflevering ooit waarin zowel alle kandidaten als de juryleden vrouwelijk zijn.

| Naam                   | Deelnames | Gewonnen |
| ---------------------- | --------- | -------- |
| Ahlaam Teghadouini     | 1         | 0        |
| Aimé Claeys            | 2         | 0        |
| Alex Agnew             | 8         | 2        |
| An Janssens            | 1         | 0        |
| Annelien Coorevits     | 2         | 1        |
| Annelies Verlinden     | 1         | 0        |
| Average Rob            | 1         | 0        |
| Bart Peeters           | 2         | 1        |
| Charlie Dewulf         | 1         | 0        |
| Charlotte Adigéry      | 7         | 4        |
| Charlotte De Bruyne    | 1         | 0        |
| Comfort Achuo          | 2         | 0        |
| Dominique Van Malder   | 1         | 0        |
| Elisabeth Lucie Baeten | 3         | 2        |
| Fien Germijns          | 6         | 4        |
| Gert Verheyen          | 1         | 0        |
| Guga Baúl (O)          | 8         | 4        |
| Gustaph                | 2         | 1        |
| Jacotte Brokken (O)    | 6         | 2        |
| Jade Mintjens          | 2         | 1        |
| Jeroen Leenders        | 7         | 1        |
| Joost Klein            | 2         | 0        |
| Badara Niasse          | 1         | 0        |
| Kelly Claessens        | 1         | 0        |
| Laura De Geest         | 2         | 1        |
| Manu Van Acker         | 3         | 1        |
| Maureen Vanherberghen  | 5         | 3        |
| Nathalie Meskens       | 2         | 0        |
| Petra De Sutter        | 2         | 1        |
| Robin Pront            | 7         | 2        |
| Soundos El Ahmadi      | 3         | 1        |
| Spinvis                | 1         | 0        |
| Toby Alderweireld      | 2         | 0        |
| Vincent Voeten         | 2         | 0        |

(O) = kandidaat is ongeslagen in de voorrondes.
| Kleurlegenda                  |
| ----------------------------- |
| Geplaatst voor de finaleweken |
| Opgevist voor de finaleweken. |

### Finaleweken
Dit was het eerste seizoen waarbij kandidaten die de laatste aflevering voor de finaleweken hebben overleefd een extra deelname kregen. Guga Baúl ging van 7 naar 8 deelnames en Jacotte Brokken van 5 naar 6 deelnames. Dit was nooit eerder het geval. Guga Baúl en Jacotte Brokken eindigden zo op de eerste en zevende plaats in het klassement. Hierdoor mochten Elisabeth Lucie Baeten en Manu Van Acker deelnemen als negende en tiende beste speler. 
Guga Baúl won de seizoensfinale op een opmerkelijke manier: Hij liet zich tot eenentwintig punten lager zakken dan Jacotte Brokken, waarna hij alsnog het vijfde en laatste juiste antwoord gaf om de stand van Brokken met twintig punten te verminderen. Hij mocht - met één punt minder dan Brokken - de volgende vraag als eerste beantwoorden en won zo de finale. Volgens presentator Erik van Looy was het de eerste keer dat dit gebeurd was.
| Terugkeer | Naam                   | Deelnames | Gewonnen | eindranking |
| 8         | Guga Baúl              | 1         | 1        | Goud        |
| 7         | Alex Agnew             | 1         | 0        | 4de         |
| 6         | Charlotte Adigéry      | 3         | 0        | Brons       |
| 5         | Robin Pront            | 2         | 1        | 5de         |
| 4         | Jeroen Leenders        | 2         | 0        | 6de         |
| 3         | Fien Germijns          | 1         | 0        | 8ste        |
| 2         | Jacotte Brokken        | 7         | 5        | Zilver      |
| 1         | Maureen Vanherberghen  | 4         | 0        | 7de         |
| 1         | Elisabeth Lucie Baeten | 2         | 1        | 9de         |
| 1         | Manu Van Acker         | 1         | 0        | 10de        |

## Afleveringen
| Afl         | Datum            | Kijkcijfers | Winnaar aflevering      | Winnaar eindspel      | Verliezer eindspel     |
| ----------- | ---------------- | ----------- | ----------------------- | --------------------- | ---------------------- |
| 1           | 16 oktober 2023  | 740.369     | Alex Agnew              | Joost Klein           | Charlotte De Bruyne    |
| 2           | 17 oktober 2023  | 731.700     | Bart Peeters            | Alex Agnew            | Joost Klein            |
| 3           | 18 oktober 2023  | 697.422     | Elisabeth Lucie Baeten  | Alex Agnew            | Bart Peeters           |
| 4           | 19 oktober 2023  | 679.181     | Elisabeth Lucie Baeten  | Alex Agnew            | K1D                    |
| 5           | 23 oktober 2023  | 677.072     | Gustaph                 | Alex Agnew            | Elisabeth Lucie Baeten |
| 6           | 24 oktober 2023  | 754.947     | Alex Agnew              | Aimé Claeys           | Gustaph                |
| 7           | 25 oktober 2023  | 673.348     | Soundos El Ahmadi       | Alex Agnew            | Aimé Claeys            |
| 8           | 26 oktober 2023  | 714.361     | Maureen Vanherberghen   | Soundos El Ahmadi     | Alex Agnew             |
| 9           | 30 oktober 2023  | 765.264     | Maureen Vanherberghen   | Toby Alderweireld     | Soundos El Ahmadi      |
| 10          | 31 oktober 2023  | 967.804     | Maureen Vanherberghen   | Fien Germijns         | Toby Alderweireld      |
| 11          | 1 november 2023  | 720.724     | Fien Germijns           | Maureen Vanherberghen | Average Rob            |
| 12          | 2 november 2023  | 826.866     | Fien Germijns           | Comfort Achuo         | Maureen Vanherberghen  |
| 13          | 6 november 2023  | 750.548     | Fien Germijns           | Nathalie Meskens      | Comfort Achuo          |
| 14          | 7 november 2023  | 736.555     | Fien Germijns           | Robin Pront           | Nathalie Meskens       |
| 15          | 8 november 2023  | 736.540     | Jade Mintjens           | Robin Pront           | Fien Germijns          |
| 16          | 9 november 2023  | 700.165     | Manu Van Acker          | Robin Pront           | Jade Mintjens          |
| 17          | 13 november 2023 | 708.743     | Robin Pront             | Manu Van Acker        | Spinvis                |
| 18          | 14 november 2023 | 842.882     | Annelien Coorevits      | Robin Pront           | Manu Van Acker         |
| 19          | 15 november 2023 | 701.652     | Robin Pront             | Jeroen Leenders       | Annelien Coorevits     |
| 20          | 16 november 2023 | 657.427     | Laura De Geest          | Jeroen Leenders       | Robin Pront            |
| 21          | 20 november 2023 | 763.709     | Jeroen Leenders         | Vincent Voeten        | Laura De Geest         |
| 22          | 21 november 2023 | 744.898     | Charlotte Adigéry       | Jeroen Leenders       | Vincent Voeten         |
| 23          | 22 november 2023 | 721.393     | Charlotte Adigéry       | Jeroen Leenders       | Kelly Claessens        |
| 24          | 23 november 2023 | 745.169     | Charlotte Adigéry       | Jeroen Leenders       | An Janssens            |
| 25          | 27 november 2023 | 726.225     | Petra De Sutter         | Charlotte Adigéry     | Jeroen Leenders        |
| 26          | 28 november 2023 | 842.154     | Charlotte Adigéry       | Guga Baúl             | Petra De Sutter        |
| 27          | 29 november 2023 | 763.511     | Guga Baúl               | Charlotte Adigéry     | Gert Verheyen          |
| 28          | 30 november 2023 | 778.162     | Guga Baúl               | Jacotte Brokken       | Charlotte Adigéry      |
| 29          | 4 december 2023  | 790.667     | Guga Baúl               | Jacotte Brokken       | Annelies Verlinden     |
| 30          | 5 december 2023  | 759.039     | Guga Baúl               | Jacotte Brokken       | Charlie Dewulf         |
| 31          | 6 december 2023  | 747.626     | Jacotte Brokken         | Guga Baúl             | Dominique Van Malder   |
| 32          | 7 december 2023  | 791.284     | Jacotte Brokken         | Guga Baul             | Ahlaam Teghadouini     |
| Finaleweken |                  |             |                         |                       |                        |
| 33          | 11 december 2023 | 798.579     | Elisabeth Lucie Baeten  | Maureen Vanherberghen | Manu Van Acker         |
| 34          | 12 december 2023 | 837.649     | Jacotte Brokken         | Maureen Vanherberghen | Elisabeth Lucie Baeten |
| 35          | 13 december 2023 | 777.053     | Jacotte Brokken         | Maureen Vanherberghen | Fien Germijns          |
| 36          | 14 december 2023 | 733.351     | Jacotte Brokken         | Jeroen Leenders       | Maureen Vanherberghen  |
| 37          | 18 december 2023 | 906.038     | Robin Pront             | Jacotte Brokken       | Jeroen Leenders        |
| 38          | 19 december 2023 | 876.248     | Jacotte Brokken         | Charlotte Adigéry     | Robin Pront            |
| 39          | 20 december 2023 | 875.242     | Jacotte Brokken         | Charlotte Adigéry     | Alex Agnew             |
| Finale      | Finale           | Kijkcijfer  | Slimste Mens ter Wereld | Verliezer eindspel    | Verliezer aflevering   |
| 40          | 21 december 2023 | 1.220.050   | Guga Baúl               | Jacotte Brokken       | Charlotte Adigéry      |

## Jury
De jury bestaat uit twee juryleden. Tine Embrechts keerde terug als jurylid na 11 jaar afwezigheid, voor het laatst in seizoen 10 (2012). Kandidaat Guga Baúl is haar man. Ze hadden afgesproken dat zij niet in de jury zou zitten wanneer hij deelnam. Frank Focketyn keerde terug als jurylid na 9 jaar afwezigheid, voor het laatst in seizoen 12 (2014). Acteur Wim Willaert werd aangekondigd om als jurylid te zetelen, maar heeft nooit als jurylid gezeteld.
| Jurylid                  | Afleveringen                 |
| ------------------------ | ---------------------------- |
| Bart Cannaerts           | 1, 8, 10, 15, 22, 28, 30, 40 |
| Jennifer Heylen          | 1, 4, 12, 22, 26, 30         |
| Jan Jaap van der Wal     | 6, 12, 13, 28, 38            |
| James Cooke              | 10, 17, 27, 33, 40           |
| Jeroom                   | 2, 7, 18, 21                 |
| Sven de Leijer           | 3, 9, 16, 29                 |
| Pedro Elias              | 11, 14, 20, 31               |
| Tine Embrechts           | 5, 13, 16, 35                |
| Ella Leyers              | 5, 27, 32, 35                |
| Bockie De Repper         | 2, 25, 34                    |
| Jonas Geirnaert          | 3, 8, 39                     |
| Herman Brusselmans       | 4, 15, 36                    |
| Amelie Albrecht          | 6, 29, 38                    |
| Philippe Geubels         | 9, 21, 25                    |
| William Boeva            | 11, 24, 37                   |
| Barbara Sarafian         | 14, 24, 34                   |
| Rik Verheye              | 20, 26, 37                   |
| Maaike Cafmeyer          | 7, 19                        |
| Jeroen van Koningsbrugge | 17, 31                       |
| Jelle De Beule           | 19, 39                       |
| Steven Van Herreweghe    | 23, 33                       |
| Wim Helsen               | 18                           |
| Stefaan Degand           | 23                           |
| Frank Focketyn           | 32                           |
| Soundos El Ahmadi        | 36                           |

## Trivia
- De Slimste Mens akte werd dit jaar niet alleen overhandigd aan de Slimste Mens door de 2 zetelende juryleden van dat moment, maar ook door de winnares van de Allerslimste Mens ter Wereld Danira Boukhriss.